# Світовий легкоатлетичний тур у приміщенні 2023
Світовий легкоатлетичний тур у приміщенні 2023 є восьмим сезоном найбільш рейтингової всесвітньої серії легкоатлетичних змагань у приміщенні, що з 2016 організовується Світовою легкою атлетикою.

## Змагання
Старти серії розподілені на чотири категорії: золоту, срібну, бронзову та челленджер.
До золотої (найпрестижнішої) категорії змагань серії включено 7 змагань:
| Етап | Дата      | Змагання                              | Місто     | Відео                | Прес-реліз | Результати |
| ---- | --------- | ------------------------------------- | --------- | -------------------- | ---------- | ---------- |
| 1    | 27 січня  | Init Indoor Meeting                   | Карлсруе  | Відеозвіт на YouTube | [ 2 ]      | [ 3 ]      |
| 2    | 4 лютого  | New Balance Indoor Grand Prix         | Бостон    | Відеозвіт на YouTube | [ 4 ]      | [ 5 ]      |
| 3    | 8 лютого  | Кубок Коперника                       | Торунь    | Відеозвіт на YouTube | [ 6 ]      | [ 7 ]      |
| 4    | 11 лютого | Мілроузькі ігри                       | Нью-Йорк  | Відеозвіт на YouTube | [ 8 ]      | [ 9 ]      |
| 5    | 15 лютого | Meeting Hauts-de-France Pas-de-Calais | Льєвен    | Відеозвіт на YouTube | [ 10 ]     | [ 11 ]     |
| 6    | 22 лютого | Villa de Madrid Indoor Meeting        | Мадрид    | Відеозвіт на YouTube | [ 12 ]     | [ 13 ]     |
| 7    | 25 лютого | Birmingham Indoor Grand Prix          | Бірмінгем | Відеозвіт на YouTube | [ 14 ]     | [ 15 ]     |

## Регламент
Регламент серії сезону-2023 передбачає визначення переможців у змаганнях золотої категорії у п'яти чоловічих (біг на 400, 1500 метрів, біг на 60 метрів з бар'єрами, стрибки у висоту та стрибки у довжину) та шести жіночих (біг на 60, 800 , 3000/5000 метрів, стрибки з жердиною, потрійний стрибок та штовхання ядра).
За 1-4 місця у залікових дисциплінах на кожному змаганні золотої категорії нараховуватимуться очки та виплачуватимуться призові (переможець отримає US$ 3 000).
Переможець загального заліку в кожній дисципліні визначатиметься за трьома найкращими очковими виступами в серії, отримуватиме додатково US$ 10 000 та автоматично набуватиме право взяти участь у чемпіонаті світу в приміщенні-2024.

## Переможці серії
Переможці серії здобули право взяти участь у чемпіонаті світу в приміщенні, що відбудеться 2024 року в Глазго

### Чоловіки
- біг на 400 метрів:  Джерім Річардс
- 1500 метрів:  Ніл Гурлі
- біг на 60 метрів з бар'єрами:  Грант Голловей
- стрибки у висоту:  Гаміш Керр
- стрибки у довжину:  Тобіас Монтлер

### Жінки
- біг на 60 метрів:  Алея Гоббс
- 800 метрів:  Кілі Годжкінсон
- біг на 3000/5000 метрів:  Лемлем Хайлу
- стрибки з жердиною:  Аліша Ньюман
- потрійний стрибок:  Льядагміс Повея
- штовхання ядра:  Сара Міттон

## Виступи українців
На змаганнях золотої категорії українські легкоатлети показали наступні результати:
1. Карлсруе[17]:
  -  Марина Бех-Романчук (потрійний • 14,41)
  -  Інна Сидоренко (довжина • 5,51)
  - (забіг) Вікторія Ратнікова (60 м • 7,52)
2. Бостон:
  - не виступали
3. Торунь[18]:
  -  Вікторія Ткачук (400 м • 52,32)
4. Нью-Йорк:
  - не виступали
5. Льєвен:
  -  Марина Бех-Романчук (потрійний • 14,01)
  -  Вікторія Ткачук (400 м • 53,96)
6. Мадрид:
  - не виступали